# Ben-Zion Orgad
Ben-Zion Orgad (hebräisch בן ציון אורגד, gebürtig Büschel; * 21. August 1926 in Gelsenkirchen; † 28. April 2006 in Tel Aviv) war ein israelischer Komponist.

## Leben und Wirken
Benzion Büschels Familie emigrierte 1933 nach Palästina, sein Onkel Josef Büschel wurde im KZ Auschwitz Opfer des Holocaust. Büschel erhielt ab 1936 Violinunterricht. Von 1942 bis 1946 studierte Orgad Violine und Komposition bei Rudolf Bergmann, dem Konzertmeister des Palestine Symphony Orchestra, und Paul Ben-Haim in Tel Aviv und 1947 bei Josef Tal in Jerusalem. 1947 ging er für ein halbes Jahr nach Europa, um dort jüdischen Flüchtlingen zu helfen. Nach seiner Rückkehr nach Israel wurde er sofort als Veteran der Palmach aktiviert. In den Jahren 1949, 1952 und 1961 nahm er an Kompositionskursen des Berkshire Music Centres in Tanglewood, unter anderen bei Aaron Copland, teil. Von 1960 bis 1962 studierte er Komposition an der Brandeis University in Waltham.
Seit 1956 war Orgad für das israelische Kultusministerium in der Abteilung für Schulmusik tätig. Von 1975 bis 1988 war er Leiter der Abteilung. Sein musikalisches Werk besteht hauptsächlich aus Chormusik und Liedern. Er schrieb aber auch Orchesterwerke (Symphonie „Hazwi Israel“, 1949, rev. 1958) und Kammermusik. Außerdem hat er musikwissenschaftliche und pädagogische Artikel veröffentlicht sowie Lyrik (darunter späte Gedichte von Paul Celan) und Prosa übersetzt.
Orgads musikalisches Schaffen wurde nach eigenen Worten wesentlich durch die jüdische Kantillationspraxis beeinflusst. In einem Interview meinte er:
„The biblical cantillation has an enourmous influence, it`s part of my musical language. It`s mainly a melodic influence which can be traced in the harmonic textures, leaning on certain kinds of model structures.“
1952 erhielt er den Kussewitzky-Preis der UNESCO, 1961 den Joel-Engel-Preis der Stadt Tel Aviv und 1997 den Israel-Preis.